# Einar Eriksson (tyngdlyftare)
Einar Sven Axel Eriksson, född 20 oktober 1921 i Ljusdal, död 5 augusti 2009 i Enköping, var en svensk tyngdlyftare. Han tävlade för Sundbybergs TK.
Eriksson tävlade för Sverige vid olympiska sommarspelen 1952 i Helsingfors, där han slutade på 17:e plats i fjädervikt. 
Han blev svensk mästare nio gånger i 60-kilosklassen (1948, 1949, 1950, 1951, 1952, 1954, 1955, 1956 och 1957). Vid Världsmästerskapen i tyngdlyftning 1953 tog Eriksson brons i fjäderviktsklassen. Han tog även brons vid Europamästerskapen i tyngdlyftning 1950 och 1953.